# Marios Lefkaritis
Marios N. Lefkaritis (* 28. November 1946 in Limassol) ist ein zypriotischer Fußballfunktionär und Industriemanager. Er ist Ehrenpräsident des Fußballverbandes von Zypern. Seit 1996 ist er Mitglied des Exekutivkomitees (Exco) der UEFA. Ab 2007 war er zudem Mitglied des FIFA-Rats. Er ist einer der Direktoren des zypriotischen Ölkonzerns Petrolina (gehört zur familiengeführten Lefkaritis Group, die vor allem Handel, Abfüllung und Transport von Petroleum und Flüssiggas betreibt).

## Leben
Seit 1971 ist er beim ersten und heute einzigen zypriotischen Ölkonzern Petrolina in der familiengeführten Groupe Lefkaritis tätig. Von 1972 bis 1977 gehörte er dem Präsidium des Fußballklubs Apollon Limassol an. Ab 1985 war er Mitglied des Präsidiums des zypriotischen Fußballverbandes, ab 1991 zehn Jahre lang dessen Präsident, seither ist er Ehrenpräsident.
Bisherige Funktionen in der UEFA:
- 1996–2000: Vorsitzender des U-21-Meisterschaftskomitees
- 1996–2000: Vizevorsitzender im Fußball-Europameisterschaftskomitee
- 1992–1996: Mitglied im Fußball-Europameisterschaftskomitee
- 2000–2002: Repräsentant des Exekutivkomitees in der Kommission für Junioren- und Amateurfußball
- 2002–2007: Repräsentant des Exekutivkomitees in der Kommission für Nationalmannschaftswettbewerbe (National Teams Committee)
- 2002–2007: Mitglied des Vorstands des HatTrick-Komitees
- 2005–2007: Mitglied der Arbeitsgruppe für Landesverbände des Exekutivkomitees
- 0000–2008: Stellvertretender Vorstandsvorsitzender der Fußball-Europameisterschaft 2008
- 2007–2009: Schatzmeister des Exekutivkomitees
- Derzeit (Amtsperiode 2009–2011) ist er Vizepräsident sowie Schatzmeister des Exekutivkomitees, Vorsitzender der Finanzkommission und stellvertretender Vorsitzender der Kommission für Landesverbände.

Lefkaritis ist verheiratet, hat drei Töchter und lebt in Limassol.